# Яхья, Рани
Рани Ахмад Яхья (порт.-браз. Rani Ahmad Yahya; род. 12 сентября 1984, Бразилиа) — бразильский боец смешанного стиля, представитель легчайшей и полулёгкой весовых категорий. Выступает на профессиональном уровне начиная с 2002 года, известен по участию в турнирах бойцовских организаций UFC, WEC, Hero's, Jungle Fight и др. Был претендентом на титул чемпиона WEC в легчайшем весе. Также является титулованным грэпплером, обладатель чёрного пояса по бразильскому джиу-джитсу.

## Биография
Рани Яхья родился 12 сентября 1984 года в городе Бразилиа. Его отец — сириец по национальности, а мать — бразильянка.
В течение многих лет практиковал бразильское джиу-джитсу, удостоившись в этой дисциплине чёрного пояса и второго дана. Позже освоил тайский бокс.

### Начало профессиональной карьеры
Дебютировал в смешанных единоборствах на профессиональном уровне в сентябре 2002 года на турнире Kallifas Vale Tudo, с помощью «ручного треугольника» принудил своего соперника к сдаче в первом же раунде.
В 2004 году на турнире TNT: Vale Tudo 2 одолел сразу троих соперников за один вечер. Выступил на турнире достаточно крупного бразильского промоушена Jungle Fight, проиграв судейским решением соотечественнику Фредсону Пайсану — тем самым потерпел первое в профессиональной карьере поражение.
Начиная с 2005 года регулярно выступал в Японии, участвовал в гран-при лёгкого веса Hero's, где сумел дойти до стадии полуфиналов, после чего был остановлен Жесиасом Кавалканти, удачно применившим «гильотину» уже в начале первого раунда.
Одновременно с карьерой в ММА Яхья активно выступал на соревнованиях по грэпплингу, становился чемпионом мира ADCC в категории до 66 кг.

### World Extreme Cagefighting
В марте 2007 года Яхья одержал победу на турнире Palace Fighting Championship в США и затем подписал контракт с крупной американской организацией World Extreme Cagefighting. В дебютном поединке в WEC с помощью удушающего приёма сзади принудил к сдаче Марка Хоминика. В том же году вышел в клетку против действующего чемпиона в легчайшем весе Чейса Биби, но не смог отобрать у него чемпионский пояс — по истечении пяти раундов судьи единогласно отдали победу Биби.
Яхья попал в кард предновогоднего турнира K-1 Premium 2007 Dynamite!! в Японии, где был нокаутирован японцем Норифуми Ямамото.
Продолжая выступать в WEC, взял верх над такими бойцами как Ёсиро Маэда, Эдди Уайнленд и Джон Хосман, заработал в этих боях бонусы за лучшие приёмы вечера, но затем последовали поражения от Джозефа Бенавидеса и Такэи Мидзугаки.
Когда в 2010 году организация WEC была поглощена более крупным игроком на рынке смешанных единоборств Ultimate Fighting Championship, все сильнейшие бойцы оттуда автоматически перешли на контракт к новому владельцу, в том числе перешёл и Яхья.

### Ultimate Fighting Championship
Дебютировал в октагоне UFC в январе 2011 года в рамках полулёгкой весовой категории, выиграв единогласным решением судей у Майка Брауна. В дальнейшем, однако, уступил по очкам Чеду Мендесу.
В августе 2012 года с помощью удушающего приёма «север-юг» заставил сдаться Джоша Гриспи.
В 2013 году отметился победами по очкам над Мидзуто Хиротой и Джошем Клоптоном, после чего раздельным решением уступил Тому Ниинимяки.
Вернувшись в легчайший вес, в 2014 году дважды встречался с Джонни Бедфордом — в первом случае их поединок был признан несостоявшимся из-за непреднамеренного столкновения головами уже в начале первого раунда, тогда как во втором бою Бедфорд принудил Яхья к сдаче, взяв его на обратный узел локтя.
В июле 2015 года Рани Яхья раздельным судейским решением победил японца Масанори Канэхару.
В 2016 году добавил в послужной список победы над Мэттью Лопесом и Митинори Танакой.
Его серия из четырёх побед подряд прервалась в марте 2017 года после встречи с Джо Сото, который нанёс ему поражение по очкам единогласным решением судей.
В дальнейшем взял верх над такими бойцами как Энрике Брионес, Расселл Доун и Люк Сандерс.

## Статистика в профессиональном ММА
| Боёв 39         | Побед 27 | Поражений 10 |
| --------------- | -------- | ------------ |
| Нокаутом        | 0        | 2            |
| Сдачей          | 21       | 1            |
| Решением        | 6        | 7            |
| Ничьи           | 1        | 1            |
| Не состоявшихся | 1        | 1            |

| Результат    | Рекорд      | Соперник          | Способ                          | Турнир                                | Дата             | Раунд | Время | Место                    | Примечание                                         |
| ------------ | ----------- | ----------------- | ------------------------------- | ------------------------------------- | ---------------- | ----- | ----- | ------------------------ | -------------------------------------------------- |
| Победа       | 27–10–1 (1) | Рэй Родригес      | Сдача (ручной треугольник)      | UFC Fight Night: Edwards vs. Muhammad | 13 марта 2021    | 2     | 3:09  | Лас-Вегас, США           |                                                    |
| Ничья        | 26-10-1 (1) | Энрике Барсола    | Решение большинства             | UFC Fight Night: Lee vs. Oliveira     | 14 марта 2020    | 3     | 5:00  | Бразилиа, Бразилия       |                                                    |
| Поражение    | 26-10 (1)   | Рикки Саймон      | Единогласное решение            | UFC 234                               | 10 февраля 2019  | 3     | 5:00  | Мельбурн, Австралия      |                                                    |
| Победа       | 26-9 (1)    | Люк Сандерс       | Сдача (скручивание пятки)       | UFC Fight Night: Gaethje vs. Vick     | 25 августа 2018  | 1     | 1:31  | Линкольн, США            |                                                    |
| Победа       | 25-9 (1)    | Расселл Доун      | Сдача (треугольник руками)      | UFC on Fox: Emmett vs. Stephens       | 24 февраля 2018  | 3     | 2:32  | Орландо, США             |                                                    |
| Победа       | 24-9 (1)    | Энрике Брионес    | Сдача (кимура)                  | UFC Fight Night: Pettis vs. Moreno    | 5 августа 2017   | 1     | 2:01  | Мехико, Мексика          |                                                    |
| Поражение    | 23-9 (1)    | Джо Сото          | Единогласное решение            | UFC Fight Night: Belfort vs. Gastelum | 11 марта 2017    | 3     | 5:00  | Форталеза, Бразилия      |                                                    |
| Победа       | 23-8 (1)    | Митинори Танака   | Единогласное решение            | UFC Fight Night: Cyborg vs. Lansberg  | 24 сентября 2016 | 3     | 5:00  | Бразилиа, Бразилия       |                                                    |
| Победа       | 22-8 (1)    | Мэттью Лопес      | Сдача (треугольник руками)      | UFC Fight Night: McDonald vs. Lineker | 13 июля 2016     | 3     | 4:19  | Су-Фолс, США             |                                                    |
| Победа       | 21-8 (1)    | Масанори Канэхара | Раздельное решение              | UFC Fight Night: Mir vs. Duffee       | 15 июля 2015     | 3     | 5:00  | Сан-Диего, США           |                                                    |
| Победа       | 20-8 (1)    | Джонни Бедфорд    | Сдача (кимура)                  | UFC Fight Night: Bigfoot vs. Arlovski | 13 сентября 2014 | 2     | 2:04  | Бразилиа, Бразилия       |                                                    |
| Не состоялся | 19-8 (1)    | Джонни Бедфорд    | NC (столкновение головами)      | UFC Fight Night: Nogueira vs. Nelson  | 11 апреля 2014   | 1     | 0:39  | Абу-Даби, ОАЭ            | Вернулся в легчайший вес.                          |
| Поражение    | 19-8        | Том Ниинимяки     | Раздельное решение              | The Ultimate Fighter 18 Finale        | 30 ноября 2013   | 3     | 5:00  | Лас-Вегас, США           |                                                    |
| Победа       | 19-7        | Джош Клоптон      | Единогласное решение            | UFC 163                               | 3 августа 2013   | 3     | 5:00  | Рио-де-Жанейро, Бразилия |                                                    |
| Победа       | 18-7        | Мидзуто Хирота    | Единогласное решение            | UFC on Fuel TV: Silva vs. Stann       | 3 марта 2013     | 3     | 5:00  | Сайтама, Япония          |                                                    |
| Победа       | 17-7        | Джош Гриспи       | Сдача (север-юг)                | UFC on Fox: Shogun vs. Vera           | 4 августа 2012   | 1     | 3:15  | Лос-Анджелес, США        |                                                    |
| Поражение    | 16-7        | Чед Мендес        | Единогласное решение            | UFC 133                               | 6 августа 2011   | 3     | 5:00  | Филадельфия, США         |                                                    |
| Победа       | 16-6        | Майк Браун        | Единогласное решение            | UFC: Fight For The Troops 2           | 22 января 2011   | 3     | 5:00  | Форт-Худ, США            | Вернулся в полулёгкий вес.                         |
| Поражение    | 15-6        | Такэя Мидзугаки   | Единогласное решение            | WEC 48                                | 24 апреля 2010   | 3     | 5:00  | Сакраменто, США          |                                                    |
| Поражение    | 15-5        | Джозеф Бенавидес  | TKO (удары руками)              | WEC 45                                | 19 декабря 2009  | 1     | 1:35  | Лас-Вегас, США           |                                                    |
| Победа       | 15-4        | Джон Хосман       | Сдача (север-юг)                | WEC 42                                | 9 августа 2009   | 1     | 2:08  | Лас-Вегас, США           | Приём вечера.                                      |
| Победа       | 14-4        | Эдди Уайнленд     | Сдача (удушение сзади)          | WEC 40                                | 5 апреля 2009    | 1     | 1:07  | Чикаго, США              | Приём вечера.                                      |
| Победа       | 13-4        | Ёсиро Маэда       | Сдача (гильотина)               | WEC 36                                | 5 ноября 2008    | 1     | 3:30  | Холливуд, США            | Бой в промежуточном весе 62,1 кг; Приём вечера.    |
| Поражение    | 12-4        | Норифуми Ямамото  | TKO (удары)                     | K-1 Premium 2007 Dynamite!!           | 31 декабря 2007  | 2     | 3:11  | Осака, Япония            |                                                    |
| Поражение    | 12-3        | Чейс Биби         | Единогласное решение            | WEC 30                                | 5 сентября 2007  | 5     | 5:00  | Лас-Вегас, США           | Бой за титул чемпиона WEC в легчайшем весе.        |
| Победа       | 12-2        | Марк Хоминик      | Сдача (удушение сзади)          | WEC 28                                | 3 июня 2007      | 1     | 1:19  | Лас-Вегас, США           | Бой в полулёгком весе.                             |
| Победа       | 11-2        | Луи Морено        | Сдача (гильотина)               | PFC 2: Fast and Furious               | 22 марта 2007    | 1     | 0:23  | Лемор, США               |                                                    |
| Поражение    | 10-2        | Жесиас Кавалканти | Сдача (гильотина)               | Hero’s 7                              | 9 октября 2006   | 1     | 0:39  | Иокогама, Япония         | Полуфинал гран-при Hero's 2006 в лёгком весе.      |
| Победа       | 10-1        | Кадзуя Ясухиро    | Сдача (удушение д’Арсе)         | Hero’s 6                              | 5 августа 2006   | 1     | 1:08  | Токио, Япония            | Четвертьфинал гран-при Hero's 2006 в лёгком весе.  |
| Победа       | 9-1         | Эбен Канесиро     | Сдача (удушение Эзекиела)       | UAGF: Kaos on Kampus                  | 20 мая 2006      | 3     | N/A   | Лос-Анджелес, США        |                                                    |
| Победа       | 8-1         | Рюки Уэяма        | Решение большинства             | Hero’s 5                              | 3 мая 2006       | 2     | 5:00  | Токио, Япония            | Стартовый этап гран-при Hero's 2006 в лёгком весе. |
| Победа       | 7-1         | Такуми Яно        | Техническая сдача (треугольник) | MARS                                  | 4 февраля 2006   | 3     | 2:14  | Токио, Япония            |                                                    |
| Победа       | 6-1         | Таиё Накахара     | Сдача (север-юг)                | GCM: D.O.G. 4                         | 11 декабря 2005  | 1     | 1:59  | Токио, Япония            |                                                    |
| Победа       | 5-1         | Фабиу Алвис       | Сдача (треугольник руками)      | K-1 Brazil: Next Generation           | 30 октября 2004  | 1     | N/A   | Гояс, Бразилия           |                                                    |
| Поражение    | 4-1         | Фредсон Пайсан    | Решение судей                   | Jungle Fight 2                        | 15 мая 2004      | 3     | 5:00  | Манаус, Бразилия         |                                                    |
| Победа       | 4-0         | Лусиану Сантус    | Сдача (замок)                   | TNT: Vale Tudo 2                      | 17 апреля 2004   | N/A   | N/A   | Гояния, Бразилия         |                                                    |
| Победа       | 3-0         | Музила Музила     | Сдача (рычаг локтя)             | TNT: Vale Tudo 2                      | 17 апреля 2004   | N/A   | N/A   | Гояния, Бразилия         |                                                    |
| Победа       | 2-0         | Фабиу Алвис       | Сдача (перуанский галстук)      | TNT: Vale Tudo 2                      | 17 апреля 2004   | N/A   | N/A   | Гояния, Бразилия         |                                                    |
| Победа       | 1-0         | Жуниор Пеба       | Сдача (треугольник руками)      | Kallifas Vale Tudo                    | 14 сентября 2002 | 1     | 1:30  | Гояния, Бразилия         |                                                    |